# Ferdinando Strozzi
Ferdinando Strozzi Majorca Renzi, VI principe di Forano, VII duca di Bagnolo, nobile romano, nobile di San Miniato, patrizio fiorentino (Firenze, 31 luglio 1821 – Firenze, 23 febbraio 1878), è stato un nobile, imprenditore, storico e politico italiano.

## Biografia
Di antica ed influente famiglia del Granducato di Toscana, discendente di Filippo e Leone Strozzi, negli ultimi anni di esistenza dello stato preunitario è stato gonfaloniere di San Miniato e membro dell'assemblea generale della Toscana che, nel 1860, delibera la soppressione del potere granducale. All'atto di annessione viene nominato senatore nella categoria 21 (le persone che da tre anni pagano tremila lire d'imposizione diretta in ragione dei loro beni o della loro industria) ma pur avendo possibilità di voto entra ufficialmente in carica il 1º agosto 1861, al compimento della minima età richiesta di quarant'anni. È ricordato come uno storico appassionato della Toscana.